# Evelyn Roberts
Pour les articles homonymes, voir Roberts.
Evelyn Hortense Roberts (1893-1991) est une physicienne américaine. Elle est la troisième femme à recevoir un diplôme d'études supérieures en physique de l'Université du Michigan. Elle est reconnue comme l'une des « héros du verre » de Corning Glass pour les recherches qu'elle a menées dans l'entreprise sur le Pyrex.  

## Jeunesse et formation
Evelyn Hortense Roberts naît en 1893 dans le Wisconsin. Elle poursuit sa scolarité au Milwaukee-Downer College. Puis, elle obtient son Bachelor of Arts en mathématiques et en histoire de l'Université du Michigan en 1915. Pendant ses études, elle enseigne au lycée et travaille ensuite comme chercheur chez Corning Glass Works. 
Après Corning, Roberts retourne à l'Université du Michigan pour poursuivre ses études en physique et obtient sa maîtrise en 1921, la troisième femme à obtenir une diplôme en physique de cette université. Il était rare d'être une femme étudiant la physique à l'époque. Elle reçoit une bourse (300 $) pour l'année universitaire 1920-1921. Elle obtient sa maîtrise en physique en 1921 et est membre de la Sigma Xi Honor Society.

## Recherche, carrière et publications
Roberts occupe un poste de physicien de recherche à Corning Glass de 1917 à 1920. Elle est l'une des premières femmes scientifiques de la société. Elle mène des expériences sur la conductivité, l'expansion, la viscosité et le choc thermique du verre. Elle travaille spécifiquement au développement du Pyrex en collaboration avec John T. Littleton, un collègue physicien, avec lequel elle co-publiera l'article "A Method for Determining the Annealing Temperature of Glass" (Une méthode pour déterminer la température de re-cuisson du verre). 
Après Corning, Roberts occupe divers postes de recherche dans plusieurs grandes industries comme les laboratoires d'ingénierie technique de Sears, Roebuck & Co ou Glenn L. Martin Company. Elle travaille dans des domaines aussi divers que la photomicrographie, recherche sur le génie chimique et tests d'équipements ménagers.   
Elle devient ensuite spécialiste de la recherche en économie domestique à la Washington Agricultural Experiment Station (basée au Washington State College). Elle publie une série de rapports et articles tels que "The Bactericidal Effectiveness of Home Laundering Methods for Silk and Rayon" ou "Suitability of vacuum cleaner types for various rugs and carpets", des sujets accessibles aux femmes scientifiques à l'époque.   
En 1975, Roberts déménage à Carolina Village (Caroline du Nord), avec sa sœur, où elle gère la bibliothèque pendant une dizaine d'années.    
Elle décède en 1991 dans une maison de retraite en Caroline du Nord à 89 ans.    